# Montferrat (Var)
Montferrat település Franciaországban, Provence-Alpes-Côte d’Azur régióban, Var megye területén. Lakossága 1 445 fő volt 2011-ben.